# Замок Гоуп

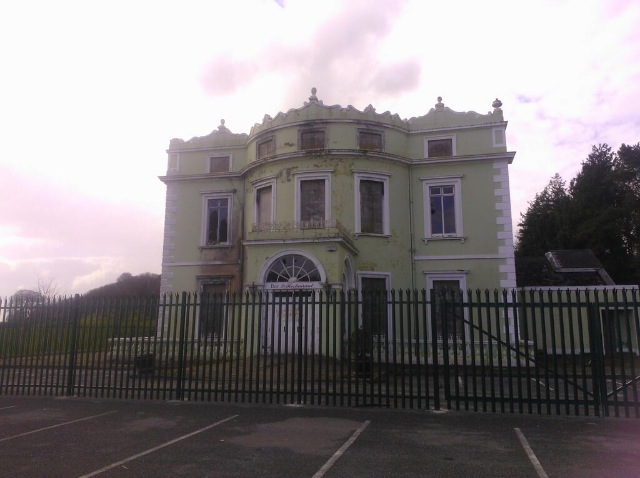
Замок Гоуп (Блейні).

Замок Гоуп (англ. Hope Castle, Blayney Castle) — замок Блейні, замок Надії — один із замків Ірландії, розташований в графстві Монахан, біля міста Кастлблейні. Нинішня споруда замку Гоуп збудована в XVIII столітті. Протягом віків замок змінив багатьох власників і використовувався з різною метою: був приватною резиденцією, військовою казармою, шпиталем, монастирем. У XX столітті замок був перероблений в готель. Нині замок закинутий і лишився пусткою.

## Історія замку Гоуп (Блейні)
Земля, на якій був побудований замок Блейні, належала Едварду Блейні. Цю землю він отримав у власність в 1607 році, після остаточного завоювання Ірландії Англією. Він був солдатом англійської армії, мав валійське походження, отримав в нагороду за службу землі Балліналурган та Макно, збудував кам'яний замок Блейні. Навколо цього замку виросло місто Кастлблейні. Він отримав титул барона Блейні в 1621 році. Рід Блейні володів цими землями та замком до 1830 року. В часи правління замком II барона Блейні в 1641 році спалахнуло повстання за незалежність Ірландії. Замок захопили повстанці під проводом Х'ю Мак Патріка Дув Мак Магона. Барон намагався втекти, але був захоплений в полон повстанцями, разом з дружиною та дітьми.
VII барон Блейні продав частину землі в 1723 році. Нинішній замок Блейні був збудований на місці старовинного замку Блейні. Його збудував XI барон Блейні — генерал-лейтенант британської армії, що володів цими землями у 1784—1834 роках. Новий замок був побудований у георгієвському стилі. Потім його перебудував ірландський архітектор Роберт Вудгейт, у 1799 році.
У 1853 році Його Високоповажність Кедвалледер — XII барон Блейні продав маєток Блейні багатому джентльмену — Генрі Томасу Гоупу. Він відремонтував замок, який до того часу прийшов у занепад. XII барон Блейні був останнім лордом Блейні. Довгий час замок був власністю родини Гоуп — банкірів шотландсько-голландського походження, що були власниками фірми «Діаманти Гоуп». Замок стали називати замком Гоуп. Генріетта Адела Гоуп — дочка Генрі Томаса Гоупа одружилась з англійським герцогом — VI герцогом Ньюкастл, що успадкував замок. Герцог Ньюкастл носив під час укладання шлюбу в 1661 році титул графа Лінкольна, потім він успадкував титул VI герцога Ньюкастл-Андер-Лейн. З 1900 по 1904 рік замок Гоуп був резиденцією фельдмаршала — І герцога Коннахт та Стратерн — сина королеви Вікторії. На той час герцог командував британською армією в Ірландії. Родина Гоуп залишила замок в 1916 році. Після цього замок був казармою британської армії, в тому числі під час війни за незалежність Ірландії в 1919—1921 роках. У 1932—1937 роках в замку була лікарня графства Монахан. У 1942 році замок став монастирем ордена францисканців. Монастир був у замок до 1970 року. Потім замок став приватною власністю. Потім замок перейшов у власність Ради графства Монахан. Замок був орендований різними людьми, в тому числі місцевим бізнесменом Крісом Гареном. Замок був перебудований на готель. Готель був досить успішним, мав бар, ресторан, номери. У 2010 році в замку сталася пожежа — підозрюють підпал. У підпалі підозрюють групу місцевих підлітків. Замок був сильно пошкоджений, згоріли всі меблі.
Замок являє собою триповерховий будинок, перебудований у вікторіанському стилі, має чисельні декоративні прикраси, оточений парками та садами. Поруч є озеро, яке називають Чорний Острів.